# Європа на роздоріжжі
«Європа на роздоріжжі» (чеськ. Evropa na rozcestí) — книжка чеського інтелектуала, біолога, філософа і письменника Станіслава Комарека, вперше видана в Празі у видавництві «Academia» 2015 року. В Україні вийшла в українському перекладі (перекл. — Олена Крушинська) у видавництві «Апріорі» 2020 року.
У цій книзі Станіслав Комарек міркує про загальну кризу, до якої наблизилося європейське суспільство і яка залишається непоміченою, «маскуючись» під кризу фінансову і демографічну. Автор аналізує роль традиційної релігії, витісненої релігією економічного зростання, добробуту і споживання, що ґрунтується на дедалі глибшому індивідуалізмі — як і небачений спад народжуваності. Травми, завдані Європі Другою світовою війною, призвели до постання піклувальної держави, яка виховує інфантильних і слухняних громадян, нездатності чинити опір, запровадження орвеллівської «мови політкоректності» тощо. Розглянуто історичне коріння демократії і причини падіння її ефективності у наш час. Автор порівнює «шлях до вгасання», яким прямує західне суспільство, із життєздатнішими системами функціонування ісламського світу та Китаю, що вже починають «тиху колонізацію» Європи, — і наостанок змальовує кілька можливих сценаріїв її розвитку. Як і інші книжки цього автора, «Європа на роздоріжжі» написана у неповторному «комареківському» стилі — легкому, іронічному і дещо провокативному.

## Переклади українською
В Україні книжка видана видавництвом «Апріорі» за підтримки Міністерства культури Чехії восени 2020 року. Перекладач, упорядник та відповідальна за випуск — Олена Крушинська. Книжка складається зі вступу, 17 розділів та списку літератури. Українське видання доповнене довідкою про автора та «Словом до українського читача», написаним Станіславом Комареком 2020 року.
«Європа на роздоріжжі» продовжила українську серію видань Комарека, започатковану книжкою «Чоловік як еволюційна інновація? Есеї про чоловічу природу, сексуальність, життєві стратегії та метаморфози маскулінності» (Апріорі, 2018). Дизайн обкладинок обох видань створений Оленою Крушинською спільно з дизайнеркою Вірою Гринець, його ідея — відображений у класичному творі мистецтва символ, що в сучасному світі губить або вимушено змінює свою конотацію. Так, в оформленні обкладинки «Європи на роздоріжжі» використано картину Еразма Квелліна Молодшого «Викрадення Європи» (1635) — утім, бик гойдається на хвилях удалині, а вже немолода Європа має швидко ухвалити рішення, як дати собі раду. На четвертій сторінці обкладинки розміщено слоган українського видання «Європи на роздоріжжі»: «Книжка про те, про що багато говорять і мало думають».

## Відзнаки
Книжка виборола перше місце у Всеукраїнському рейтингу «Книжка року — 2020» у номінації «СОФІЯ: Філософія / антропологія / психологія».